# Sauvage et Beau
Pour plus de détails, voir Fiche technique et Distribution.
Sauvage et Beau est un film documentaire animalier français réalisé par Frédéric Rossif et sorti en 1984.

## Synopsis
Le film montre des animaux en liberté au Canada, au Zimbabwe, au Botswana, et en Amérique du Sud. En accumulant des trésors d'images, Frédéric Rossif invente « un rythme, un style, un émotion ».

## Fiche technique
- Titre anglais : Wild and Beautiful
- Réalisation : Frédéric Rossif, assisté de Florence Quentin
- Coréalisateur : Jean-Charles Cuttoli
- Musique : Vangelis
- Image : Daniel Barrau
- Commentaires : Jacques Trémolin
- Producteur : Étienne Mougeotte[3]
- Montage : Dominique Cazeneuve
- Pays de production :  France
- Durée : 92 minutes
- Type : Dolby
- Date de sortie: 
  - France : 12 décembre 1984
- Affiche : Jean Mascii (France)

## Distribution
- Richard Berry : narrateur